# Caloptilia magnifica
Caloptilia magnifica är en fjärilsart som först beskrevs av Henry Tibbats Stainton 1867.  Caloptilia magnifica ingår i släktet Caloptilia och familjen styltmalar.
Artens utbredningsområde är:
- Italien.
- Kroatien.
- Slovenien.

Inga underarter finns listade i Catalogue of Life.